# Воли ме, воли
Воли ме, воли је пети студијски албум Лепе Брене и њеног бенда, Слатког греха. Издат је 1986. године за ПГП РТБ.

## Списак песама
| №               | Назив                        | Текст                 | Музика                | Аранжман        | Трајање |  |
| 1.              | Воли ме, воли                | Саша Марковић         | Саша Поповић Марковић | Поповић         | 3:42    |  |
| 2.              | Лажу те душо моја            | Радмила Мудринић      | Слободан Ђурђевић     | Ђурђевић        | 3:26    |  |
| 3.              | Једна песма за хиљаду деце   | Милутин Поповић Захар | Захар                 | Захар           | 3:22    |  |
| 4.              | Све бих дала да си мој       | Марина Туцаковић      | Александар Радуловић  | Радуловић       | 3:09    |  |
| 5.              | Нова шота                    | Мира Тимић            | Захар                 | Захар           | 3:00    |  |
| 6.              | Мики, Мићо                   | Зоран Василић         | Василић               | Василић         | 3:01    |  |
| 7.              | Што си мала мршава к’о грана | Џин Крупа             | Предраг Неговановић   | Решад Јахија    | 3:30    |  |
| 8.              | Љубим те ја                  | Туцаковић             | Радуловић             | Радуловић       | 3:14    |  |
| 9.              | Признај ми, признај          | Туцаковић             | Поповић               | Поповић         | 3:43    |  |
| 10.             | Дуд                          | Милорад Тодоровић     | Захар                 | Захар           | 2:00    |  |
| 11.             | Шта ми вреди чак и злато     | Захар                 | Захар                 | Захар           | 2:55    |  |
| Укупно трајање: | Укупно трајање:              | Укупно трајање:       | Укупно трајање:       | Укупно трајање: | 35:01   |  |

## Ауторски тим
- Мића Ђорђевић — рецензент
- Станко Терзић — главни и одговорни уредник
- Иван Ћулум — дизајн
- Иван Мојашевић — фотограф